# 詹妮弗 (恐怖大师)
“詹妮弗”（英語：Jenifer）是《恐怖大师》第一季的第四集，于2005年11月18日在北美洲首播。本集由達利歐·阿基多执导，由斯蒂文·韋伯编剧并主演。这部剧集是基于布魯斯·瓊斯撰写、伯尼·賴特森插图的10页黑白漫画改编的，该漫画最初发表在1974年7月的“Creepy”杂志第63期上。

## 剧情
警官弗兰克·斯皮维（斯蒂文·韋伯饰）在警车里吃午餐时，碰巧看到一个拿着肉切刀的疯狂男子正试图将一名年轻女子（嘉莉·弗萊明饰）逼到地上。当斯皮维介入时，男子告诉他“你不知道她是什么”，迫使斯皮维开枪打死男子以保护女子。当他开始安慰她时，他首次注意到虽然她身材吸引人，但她的脸却严重毁容。尽管最初感到厌恶，但当她依偎在他怀里时，他却感到自己不自觉地被她吸引。
在警局，他的搭档继续对整个情况开玩笑，试图让他忘记枪击事件和那个女人。但斯皮维仍然莫名地被她吸引，于是借口离开了搭档。那天晚上在家里，他的妻子鲁比（布蘭達·詹姆斯饰）在得知枪击事件后试图安慰他。当他们开始做爱时，他不断地想象着那个女人，并试图对妻子实施肛交，沉浸在对那个女人的幻想中，直到妻子最终将他推开。
第二天，一名女侦探审问了那个神秘女子后，告诉斯皮维，女孩的名字可能叫詹妮弗，因为在男子口袋里发现了一张写着这个名字的纸条，而且她不愿说话，可能智力有障碍。斯皮维去精神病医院探望詹妮弗。一名男性护工评论说，她吓坏了男性员工。当弗兰克进入她的房间时，她仍在淋浴，完全赤裸地跑出来拥抱他。由于找不到其他地方安置她，弗兰克把她带回了自己的家。那天晚上，他梦见一个没有毁容的詹妮弗在诱惑他。当他醒来时，发现她站在房间里。弗兰克的妻子和儿子皮特（哈里斯·艾倫饰）见到她时都有不同程度的厌恶反应。
弗兰克的妻子提出了一个最后通牒：要么让詹妮弗离开，要么她自己离开。于是他再次外出寻找可以安置她的地方。这次，弗兰克并没有真的去找地方，而是在车里被詹妮弗诱惑。当他把她带回家时，她吓走了弗兰克的妻子和儿子，吞食了他的猫，并谋杀并吃掉了他年轻的邻居艾米（潔絲敏·陳饰）。弗兰克最终尝试让一个游乐场的人将她绑架并将她放进他的怪物展览中。当弗兰克回到家时，他发现詹妮弗浑身是血，游乐场的人的尸体在他的冰箱里。弗兰克带着詹妮弗逃到森林中的一座废弃的小屋，希望在那里隐藏她，以免她再伤害其他人。弗兰克在一个小市场找到了工作，詹妮弗对他的控制开始减弱。
有一天，詹妮弗看到弗兰克和那个小店的漂亮店主在一起。她跟踪店主的青少年儿子去了一个聚会，诱导他走进树林，然后使他失去意识。弗兰克在小屋的地下室寻找詹妮弗时，发现她正在吞食那个男孩的生殖器，于是他彻底崩溃了。弗兰克用绳子将詹妮弗的手腕捆绑在一起，拖着她穿过树林准备杀死她。就在他准备下手的时候，一个鹿猎人开枪打死了弗兰克。猎人走过来安慰詹妮弗，而这个循环又开始了。